# Leomacs
Leomacs, pseudonimo di Massimiliano Leonardo (Roma, 4 settembre 1972), è un fumettista italiano.

## Biografia
Esordisce come disegnatore nel 1993 sulle pagine di Dark Side, pubblicata dalla Bdb Press e scritta da Roberto Recchioni, autore con cui lavora anche a titoli come Napoli Ground Zero (Eura Editoriale) e Battaglia, pubblicata dalla Factory, casa editrice di cui è uno dei fondatori.
Nel 1996 realizza graficamente Fax palle in canna parodia di Tex Willer sceneggiata da Stefano Nocilli e pubblicata dalla catanzarese Zero Press.
Il grande salto avviene nel 2003, quando approda alla Sergio Bonelli Editore disegnando un episodio di Nick Raider. Sempre per la stessa casa editrice, viene successivamente arruolato nel team di disegnatori di Magico Vento e poi in quello di Volto Nascosto, serie ideate e scritte da Gianfranco Manfredi.
Nel gennaio del 2009, su testi di Claudio Nizzi, esordisce, assieme al disegnatore spagnolo Manfred Sommer, con una storia del più importante personaggio della casa editrice milanese, ovvero Tex,  intitolata Capitan Blanco e pubblicata sull'Almanacco del West 2009. Nel 2011 entra ufficialmente nello staff di realizzatori del fumetto con la sua prima storia pubblicata sulla serie inedita, intitolata Mondego il killer (albi n. 613-614-615) su sceneggiatura di Mauro Boselli.
Nel 2012 realizza i disegni per una storia di Dylan Dog, pubblicata sul Color Fest 9 e dal titolo "Anime senza pace".
Nel 2018 realizza assieme a Gianmarco Nizzoli, i disegni per il numero 387 della serie regolare di Dylan Dog, intitolata "Che regni il caos", su testi di Roberto Recchioni.
Nel 2020 pubblica la graphic novel "Basket full of heads" per la Dc Comics, su testi di Joe Hill.
Nel 2023 comincia la pubblicazione di "Ghostlore" per i Boom! Studios, una serie horror scritta da Cullen Bunn.

## Bibliografia

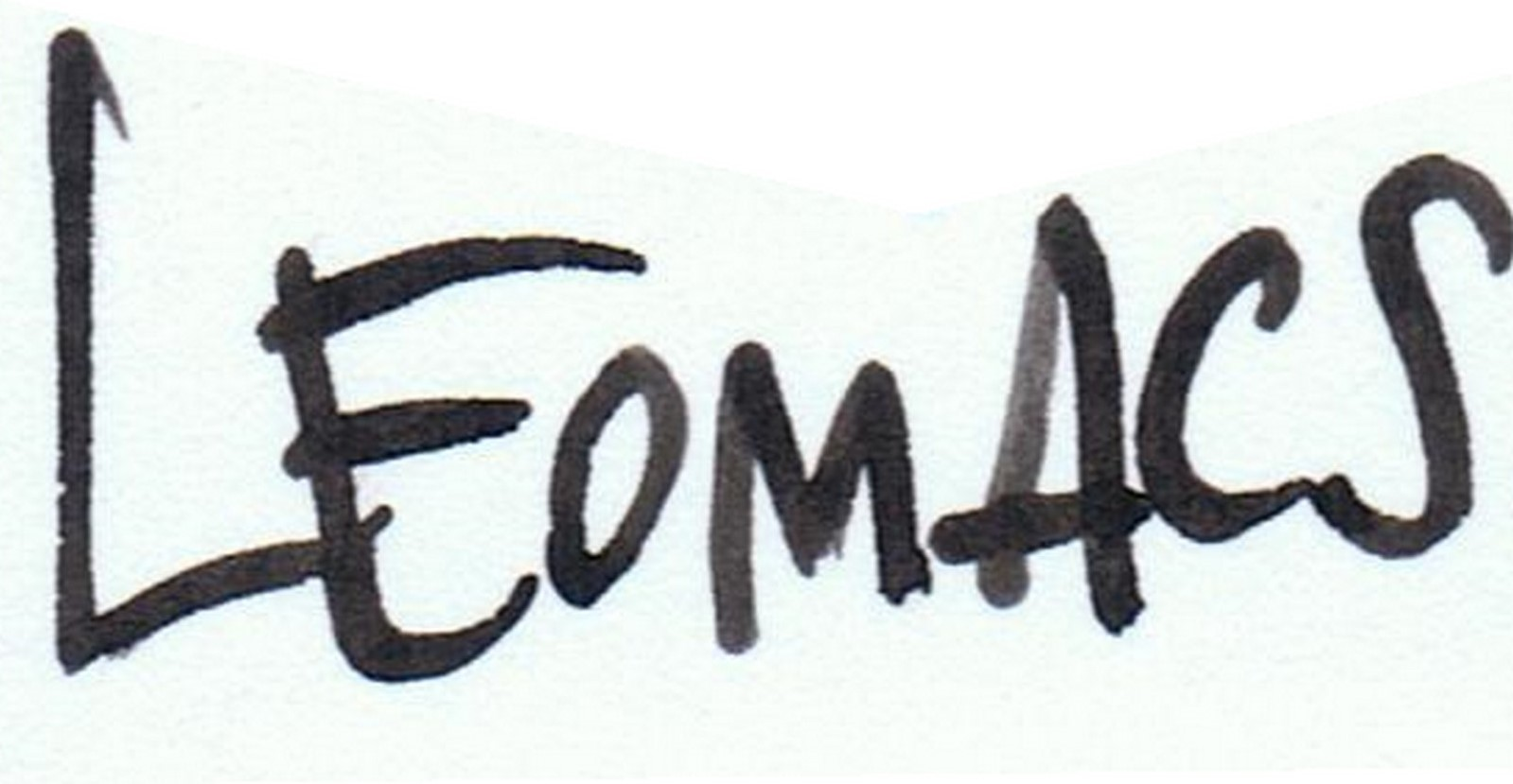
Autografo di Leomacs